# Homecoming (ER)
Homecoming is de eerste aflevering van het zevende seizoen van de televisieserie ER, die voor het eerst werd uitgezonden op 12 oktober 2000.

## Verhaal
De SEH wordt overspoeld met gewonde Americanfootballspelers van een ruzie tussen twee verschillende teams, de ruzie wordt op de SEH voortgezet.
Dr. Carter wordt ontslagen uit de afkickkliniek in Atlanta en gaat terug naar Chicago. In het vliegtuig wordt hij betrapt op het roken op het toilet en ontsnapt aan een boete.
Dr. Greene en dr. Corday komen terug van een gezamenlijke vakantie, dr. Greene heeft nu wel een verschrikkelijke jeuk op een intieme plek door de Gifsumak.
Lockhart krijgt te horen dat zij haar opleiding niet meer mag vervolgen omdat haar studiekosten niet betaald is. Dit zou haar ex-man moeten doen en gaat nu bij hem verhaal halen.
Dr. Benton heeft een sollicitatiegesprek bij dr. Romano voor een plek op chirurgie, tot zijn opluchting wordt hij aangenomen.
Dr. Jing-Mei Chen ontdekt dat zij zwanger is.

## Rolverdeling

### Hoofdrollen
- Anthony Edwards - Dr. Mark Greene
- Noah Wyle - Dr. John Carter
- Laura Innes - Dr. Kerry Weaver
- Alex Kingston - Dr. Elizabeth Corday
- Paul McCrane - Dr. Robert Romano
- Goran Višnjić - Dr. Luka Kovac
- Michael Michele - Dr. Cleo Finch
- Erik Palladino - Dr. Dave Malucci
- Ming-Na - Dr. Jing-Mei Chen
- Eriq La Salle - Dr. Peter Benton
- Amy Aquino - Dr. Janet Coburn
- Maura Tierney - verpleegster Abby Lockhart
- Mark Valley - Richard Lockhart
- Yvette Freeman - verpleegster Haleh Adams
- Deezer D - verpleger Malik McGrath
- Lily Mariye - verpleegster Lily Jarvik
- Lyn Alicia Henderson - ambulancemedewerker Pamela Olbes
- Emily Wagner - ambulancemedewerker Doris Pickman
- Michelle Bonilla - ambulancemedewerker Christine Harms
- Brian Lester - ambulancemedewerker Brian Dumar
- Troy Evans - Frank Martin

### Gastrollen (selectie)
- Brent Jennings - Nat
- Gerry Black - Mr. Fletcher
- John Doe - dokter van dr. Carter
- James T. Callahan - Mr. Bristol
- Barry Gordon - Baxter
- Jonathan Mangum - student geneeskunde Ryan Bradford
- Purva Bedi - student geneeskunde Priya Shilandra
- Wentworth Miller - Mike Palmieri
- Kay Lenz - Karen Palmieri
- Paula Newsome - receptioniste afkickkliniek